# František Čermák (advokát)
František Čermák (4. listopadu 1894 Rozářín – 21. června 1942 Kounicovy koleje) byl český právník a odbojář z období druhé světové války popravený nacisty.

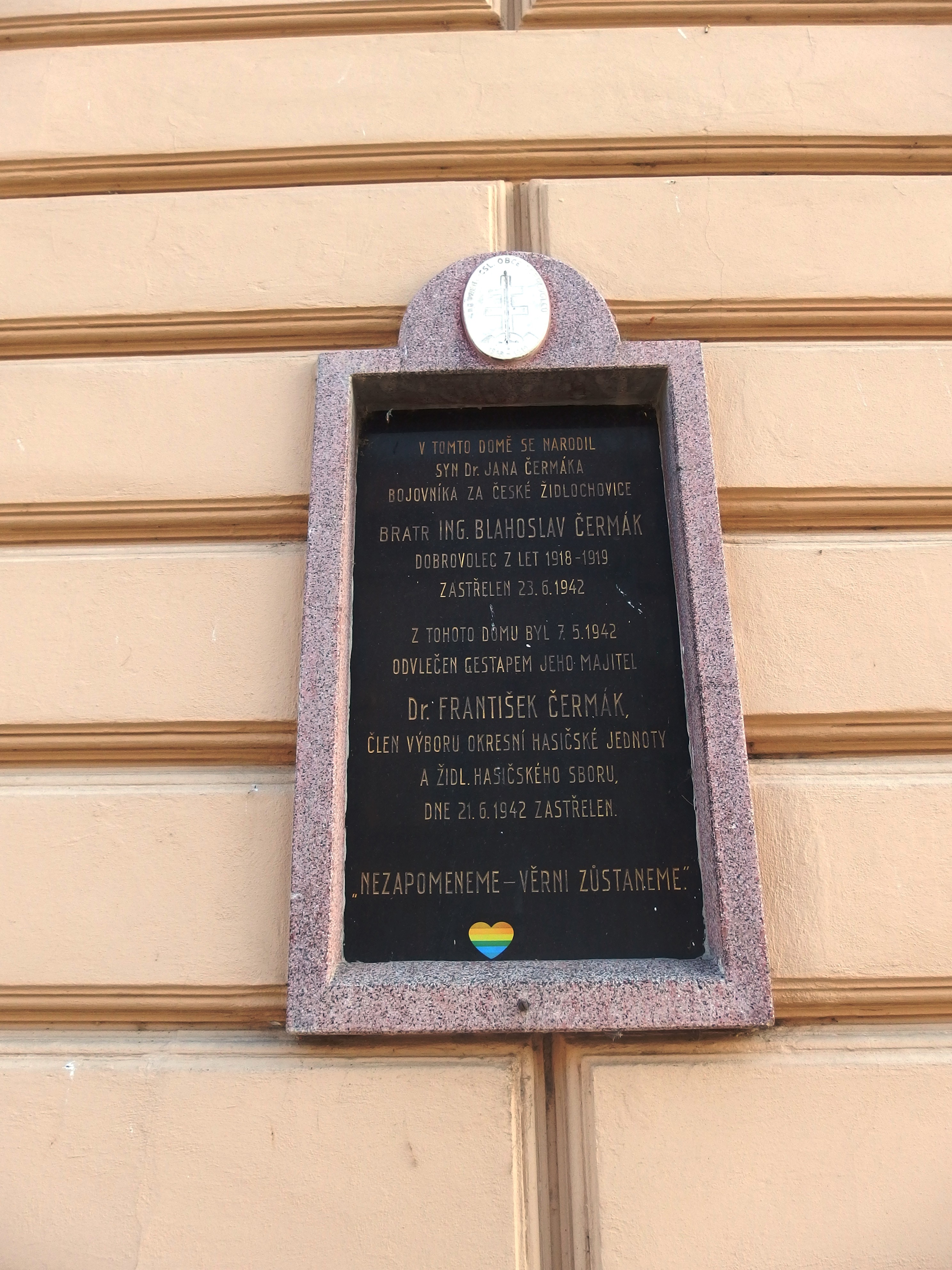
Pamětní deska Ing. Blahoslava Čermáka a JUDr. Františka Čermáka v Židlochovicích

## Život
František Čermák se narodil 4. listopadu 1894 v Rozáříně na brněnsku v rodině hostinského Františka a Františky Čermákových. Vystudoval První české gymnázium v Brně a mezi lety 1918 a 1921 na Právnické fakultě Univerzity Karlovy. Pracoval jako advokát a žil v Židlochovicích. Po německé okupaci v březnu 1939 vstoupil František Čermák do protinacistického odboje v řadách Obrany národa. Za svou činnost byl zatčen gestapem, stanným soudem dne 21. června 1942 odsouzen k trestu smrti a týž den v Kounicových kolejích zastřelen.

## Posmrtná ocenění
- JUDr. Františku Čermákovi byla v roce 1946 v Židlochovicích na domě, kde byl zatčen, odhalena pamětní deska[p 1]